# Trogon à queue barrée
Apaloderma vittatum
Espèce
Statut de conservation UICN

 LC  : Préoccupation mineure
Le Trogon à queue barrée (Apaloderma vittatum) est une espèce d'oiseau de la famille des Trogonidae.